# کیم سئونگ-هاک
کیم سئونگ-هاک (به انگلیسی: Kim Seung-hak، متولد ۱۷ فوریهٔ ۱۹۹۳) کشتی‌گیر فرنگی‌کار تیم ملی کره جنوبی است.
از افتخارات وی می‌توان به کسب مدال برنز وزن ۵۹ کیلوگرم در مسابقات قهرمانی کشتی جهان ۲۰۱۷ اشاره کرد.

## مسابقات قهرمانی کشتی جهان ۲۰۱۷
سئونگ-هاک در وزن ۵۹ کیلو مسابقات قهرمانی کشتی فرنگی جهان ۲۰۱۷ پاریس حاضر بود که در دورهای اول تا سوم کریستوبال تورس از شیلی، ایوان لایزتویچ از کرواسی و مهرداد مردانی از ایران را شکست داد اما در نیمه نهایی به میرآمبک آیناگولوف از قزاقستان شکست خورد و به دیدار رده‌بندی رفت. وی در دیدار رده‌بندی دمیترو تسمبلیک کشتی‌گیر اوکراینی را شکست داد و مدال برنز وزن ۵۹ کیلوگرم را بدست آورد.